# 太田晶二郎
太田 晶二郎（おおた しょうじろう、1913年（大正2年）3月29日 - 1987年（昭和62年）2月20日）は、日本の歴史学者。東京大学史料編纂所教授。財団法人前田育徳会常務理事。専門は漢籍史。
研究人生のほとんどを史料編纂所で費やし、大日本史料第1篇・第2篇、大日本近世史料の『幕府書物方日記』の編纂を担当した。漢籍等の典籍の考証を主にしていたが、その研究は豊かな学識に基づいた堅牢かつ緻密なもので、太田の前では、ほとんどの歴史学者が物も言えないくらい緊張したという逸話がある。また生前は論文の執筆のみで、一冊の著書も残さなかった。没後、飯田瑞穂等を中心に、著作集5巻が編まれた。

## 略歴
- 1913年、東京府豊多摩郡渋谷町（現在の東京都渋谷区）に生まれる。
- 1936年、東京帝国大学文学部国史学科卒業、同大学史料編纂所嘱託。
- 1937年、史料編纂官補。
- 1942年、京城帝国大学予科教授。
- 1945年、太平洋戦争終戦に伴い、京城帝国大学予科教授を退官。
- 1947年、東京帝国大学史料編纂所に復帰。
- 1954年、東京大学史料編纂所助教授。
- 1966年、同教授。
- 1973年、東京大学史料編纂所教授定年退官。
- 1987年、死去（73歳）。

## 主な業績
- 『太田晶二郎著作集』全5巻　吉川弘文館　1991年-1993年

## 著述目録
- 太田寿永子ほか編『太田晶二郎年譜著作目録 等』 私家版 1987年
- 『太田晶二郎著作集』5 吉川弘文館 1993年